# بنحمادی یبنو شراف
بنحمادی یبنو شراف (انگلیسی: Benhamadi Ybnou Charaf؛ زادهٔ ۱۱ فوریهٔ ۱۹۸۳) بازیکن فوتبال اهل فرانسه است.
از باشگاه‌هایی که در آن بازی کرده‌است می‌توان به اشاره کرد.
وی همچنین در تیم‌های ملی فوتبال اتحاد قمر و Mayotte national football team بازی کرده‌است.